# Hans Peter Walter
Hans Peter Walter (* 30. November 1944 in Burgdorf BE) ist ein Schweizer Rechtswissenschaftler.

## Leben
Nach seiner Matura im Jahre 1963 studierte Walter von 1963 bis 1969 an der Universität Bern. Von 1969 bis 1986 betrieb er ein Anwaltsbüro in Bern und war von 1979 bis 1986 im Vorstand des Bernischen Anwaltsverbandes. Von 1982 bis 1984 war er Stadtrat in Bern für die FDP. Von 1984 bis 2002 war er Richter am Schweizerischen Bundesgericht, zunächst als Ersatzrichter und in den Jahren 2001/2002 als Präsident des Bundesgerichts. Von 1988 bis 2000 war er außerdem Lehrbeauftragter an der Universität Zürich und von 1997 bis 1999 Lehrbeauftragter an der Universität Freiburg. Im Jahre 1997 verlieh ihm die Universität Bern den Ehrendoktor. Von März 2004 bis zu seiner Emeritierung im Januar 2010 war er Professor für Privat- und Wirtschaftsrecht am Zivilistischen Seminar der Universität Bern.

## Schriften
- Die Aussetzung des (patentrechtlichen) Verletzungs- oder Nichtigkeitsprozesses wegen eines vor dritten Instanzen anhängigen Einspruchs- oder Nichtigkeitsverfahrens nach schweizerischem Recht, GRUR Int. 1989, 441 ff.
- Das Wettbewerbsverhältnis im neuen UWG, SMI 1992, 169 ff.
- Der Richter und der Bauprozess, Baurechtstagung 1993, Band 1, Freiburg (CH) 1993, 2739 ff.
- Die Tatsachenüberprüfung durch das Bundesgericht im Patentprozess, SMI 1993, 9 ff.
- Jean-François Poudret / Suzette Sandoz-Monod, Commentaire de la loi fédérale d’or-ganisation judiciaire, Rezension, AJP 1993, 325.
- Derogation c. Prorogation – Kollisionen aus interkantonal oder international vereinbarter Zuständigkeit im Zivilprozess, in: Siehr / Meier (Hrsg.), Rechtskollisionen, FS für Anton Heini, Zürich 1995, 509 ff.
- Parteiautonome Prozesserledigung und Willensmängel, Mitteilungen aus dem Institut für zivilgerichtliches Verfahren in Zürich, Nr. 22, 1997, 5 ff.
- Unsorgfältige Führung eines Anwaltsmandats, in: Münch/Geiser (Hrsg.), Handbücher für die Anwaltspraxis, Band V, Basel/Genf/München 1999, 781 ff.
- Die Vertrauenshaftung: Unkraut oder Blume im Garten des Rechts?, ZSR 2001 I 79 ff.
- Gesetzliche Inkohärenzen und richterliche Rechtsfortbildung, in: Geiser et al. (Hrsg.)
- Privatrecht im Spannungsfeld zwischen gesellschaftlichem Wandel und ethischer Verantwortung, Festschrift für Heinz Hausheer, Bern 2002, 19 ff.
- Zum Verjährungsverzicht während laufender Verjährung – Plädoyer für die Akzeptanz der bundesgerichtlichen Rechtsprechung – BGE 132 III 226; Anwaltsrevue 2007, 284 ff. (Co-Autor lic. iur. Christoph Hurni).
- Prozessuale Aspekte beim Streit zwischen Kunden und Vermögensverwalter, ZSR 2008 I 99 ff.